# Bogdan Panait
Bogdan Panait (n. 12 aprilie 1983, Ploiești, județul Prahova) este un jucător român de fotbal care evoluează la clubul Dunărea Călărași.
A început fotbalul profesionist la Petrolul Ploiești însa nu a jucat foarte mult acolo (doar 9 meciuri în două sezoane), așa că în vara anului 2003 s-a transferat la echipa antrenată pe atunci de Ioan Sdrobiș, FC Vaslui.
A fost transferat la sfârșitul sezonului, împreună cu Valentin Badea la Steaua București, costând clubul din Ghencea suma de 1,5 milioane $.
Panait nu a prea fost folosit de antrenorul Cosmin Olăroiu, jucând doar un meci, cel cu Farul Constanța.
Nemaintrând în planurile de viitor ale lui Cosmin Olăroiu, Panait acceptă oferta moldovenilor de la FC Vaslui și se reîntoarce la echipa antrenată de Viorel Hizo. FC Vaslui va primi 350.000 dar îl cedează în contrapartidă pe vice-căpitanul Marius Croitoru.